# News Corp. Building

Emplacement du Celanese Building au sein du Rockefeller Center.

Le 1211 Avenue of the Americas, également connu sous le nom de News Corp. Building, est un immeuble situé dans le quartier de Midtown, dans la ville de New York, aux États-Unis. Il se trouve sur la sixième avenue, qui porte aussi le nom d'Avenue of the Americas. 
Achevé en 1973 et baptisé à l'origine Celanese Building, il a été construit dans le cadre de travaux de développement du Rockefeller Center débuté dans les années 1950 avec la construction du Time-Life Building. Il fait partie des XYZ Buildings, un ensemble de trois tours de même style architectural. Les plans ont été conçus par les bureaux Harrison, Abramovitz & Harris et The Associated Architects. L'immeuble est le siège social de Fox Entertainment Group (News Corporation).  
Les trois lettres XYZ correspondent à la taille croissante des trois gratte-ciel. L'Exxon Building correspond au X, et mesure 229 mètres pour 54 étages, bien qu'il ne fut que le second construit en 1971. Le bâtiment Y est le McGraw-Hill Building, construit en 1969 et qui mesure 206 mètres, et le Z est le Celanese Building, qui culmine à 180 mètres et possède 45 étages